# Peace Pilgrim
Béke Zarándok (született Mildred Lisette Norman) (Egg Harbor City, New Jersey, 1908. július 18. – Knox, Indiana, 1981. július 7.)  amerikai, felekezethez nem tartozó spirituális tanító, misztikus, pacifista, vegetarianizmus aktivista és békeaktivista volt.
1952-ben ő lett az első nő, aki egy szezon alatt végigment az amerikai Appalache-ösvény teljes hosszán (kb. 3500 km), amit megtoldott még kb. 800 kilométernyi kitérővel, néhány különösen szép helyre.
Később a zarándoklata során bejárata az Egyesült Államok ötven tagállamát, Kanada tíz tartományát és Mexikó egyes részeit, hogy felhívja a figyelmet a külső és belső béke fontosságára és hogy beszéljen azokkal, akik érdeklődést mutatnak a téma iránt. 40 000 km (25 000 mérföld) után felhagyott a megtett kilométerek számontartásával. Zarándoklata során az igazi nevét titokban tartotta, csak Béke Zarándokként utalt magára, mert azt akarta, hogy az emberek az üzenetére koncentráljanak, ne a személyére.
Számos újságcikket írtak róla, interjúkat adott, tévéműsorokban szerepelt, beszédeket tartott középiskolákban, egyetemeken, templomokban.
Ahogy az évek során ismertsége és népszerűsége nőtt, egyre több helyre hívták meg előadásokat tartani, ezért szakított elveivel, miszerint egy zarándoknak gyalog kell járnia és elfogadta, hogy kocsival vigyék különböző helyekre, hogy tartani tudja az időpontjait.
Egy ilyen út során halt meg, autóbalesetben, 1981. július 7-én, Knox közelében, Indiana államban.

## Fiatalkora
Mildred Lisette Norman 1908-ban, egy baromfifarmon született a New Jersey állambeli Egg Harbor City-ben, egy három gyermekes család első gyermekeként. Édesanyja Josephine Marie Ranch, szabónő volt, édesapja Ernest Norman pedig ács. Habár szegények voltak, nagy megbecsülésnek örvendtek a közösségükben. Német bevándorlók körében éltek, akiknek a felmenői Németországból menekülve, 1855. után telepedtek le azon a területen.
1933-ban megszökött egy Stanley Ryder nevű férfival és 1939-ben Philadelphiába költöztek. 1946-ban elváltak.
Mikor egyszer megkérdezték, hogy szült-e gyereket, így válaszolt:
"Nem kaptam elhívást a családos életre. A legtöbben kapnak, az által, amit szerelembe esésnek nevezünk és attól kezdve egy családként működnek együtt. Nekem nem ez volt az elhivatásom." 

## A zarándoklat
Béke Zarándok így írt motivációjáról, ami zarándoklásra késztette:
"AHOGY KÖRÜLNÉZTEM A VILÁGBAN, és láttam, hogy milyen sokan élnek elszegényedve, egyre kényelmetlenebbül éreztem magam, amiért nekem olyan sok van, míg a testvéreim éheznek. Végül találnom kellett egy másik utat. A fordulópont akkor jött el, mikor kétségbeesésből és egy nagyon elszánt keresésből egy értelmes élet iránt, egy egész éjszakát azzal töltöttem, hogy az erdőben sétáltam. Eljutottam egy holdfényes tisztáshoz és imádkoztam. Teljes hajlandóságot éreztem, bármiféle fenntartás nélkül, hogy odaadjam az életem - hogy felajánljam az életem - a szolgálatra. „Kérlek használj fel!” imádkoztam Istenhez. És nagy békesség árasztott el. Higgyétek el, attól kezdve nincs visszaút. Ezután sosem leszel képes visszatérni egy teljesen én-központú életbe. És ezzel beléptem életem második szakaszába. Azért kezdtem élni, hogy adjak, amit tudok, ahelyett, hogy megszerezzem amit tudok és egy új és csodálatos világban találtam magam." 
Zarándoklata majdnem három évtizeden át tartott. 1953. január 1-én indult a Kalifornia állambeli Pasadena-ból. Ekkor még zajlott a koreai háború, amiben az Egyesült Államok résztvevő volt. 28 évig folytatta a gyaloglást, végig a vietnámi háború alatt és utána is. Gyakran tartott beszédeket templomokban, egyetemeken, megszólalt helyi és országos rádiókban és szerepelt tévéműsorokban. A békével kapcsolatos gondolatairól beszélt és magára csak Béke Zarándokként utalt.
Minden tulajdona a testén viselt ruhák és néhány apróság volt, amiket kék tunikája zsebeiben hordott. A tunika elején a Béke Zarándok, hátulján a 25 000 Mérföld Gyalog a Békéért felirat állt. Nem támogatta semmilyen szervezet, nem hordott magával pénzt és sosem kért ételt vagy szállást.
Mikor belekezdett a zarándoklatba fogadalmat tett, miszerint "Addig fogok vándorolni, amíg az emberiség meg nem tanulja a béke útját, addig gyalogolok, amíg szállást nem adnak és addig böjtölök, amíg ételt nem adnak." 
1981. július 7-én autóbalesetben vesztette életét, miközben Chicago környékéről vitték egy beszéd helyszínére, az Indiana állambeli Knox közelében.
Testét elhamvasztották és hamvait egy családi parcellában helyezték el Egg Harbor City közelében.

## Örökség
A Béke Zarándok Barátai egy önkéntesekből álló, nonprofit szervezet, ami elkötelezett arra, hogy térítésmentesen elérhetővé tegye mindenki számára a Béke Zarándok életével és üzenetével kapcsolatos információkat. 1983 óta 400 000 példányt adtak ki és terjesztettek a Béke Zarándok élete és munkája a saját szavaival című könyvből és több mint másfél millió másolatot a Lépések a Belső Béke Felé című füzetből. A könyvek és a füzetek több mint 100 országba jutottak el. A könyvet 12 nyelvre fordították le, a füzetet több mint 20 nyelvre.

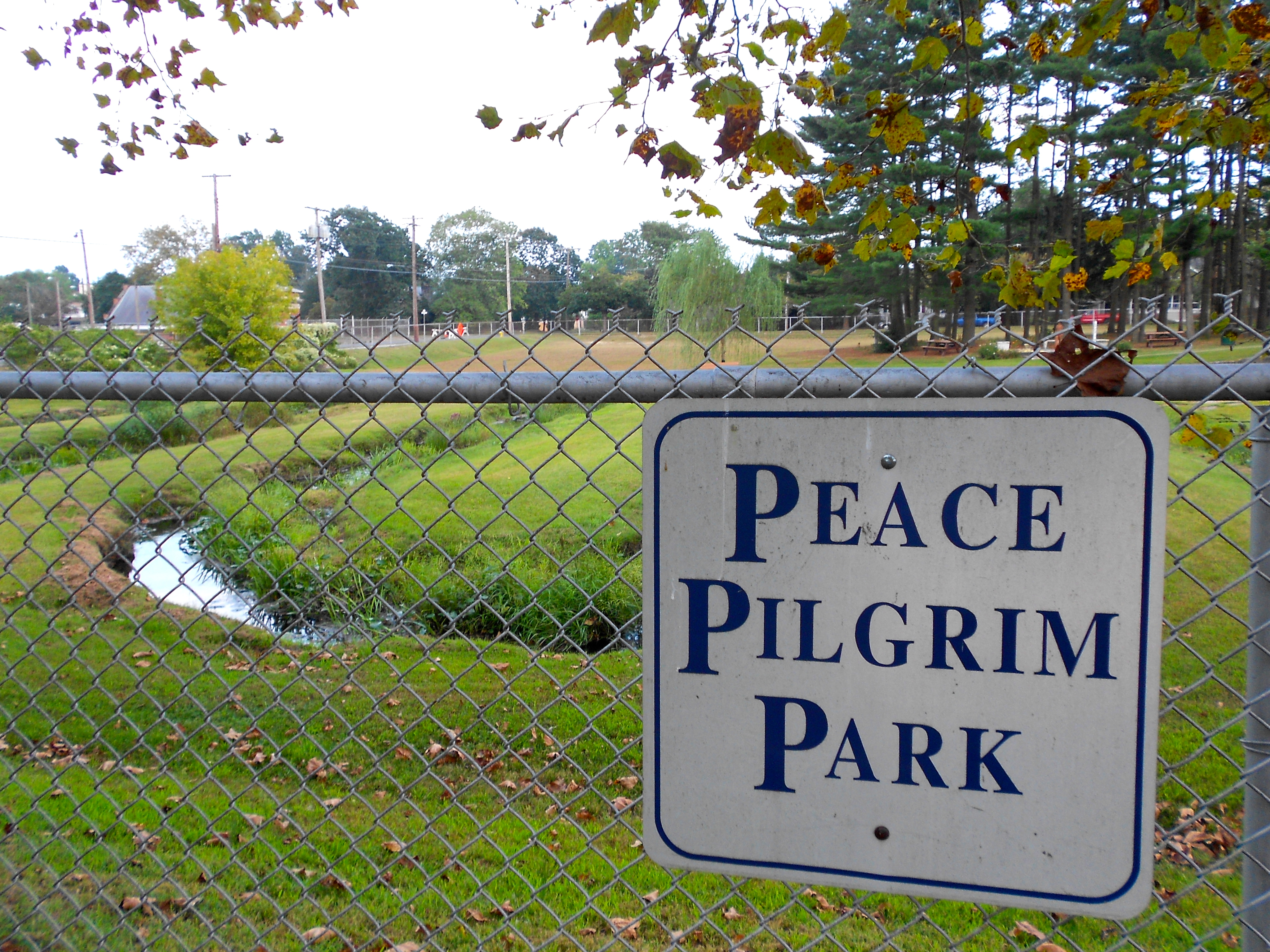
Béke Zarándok Park Egg Harbor City-ben, New Jersey államban.

2005-ben létrehozták a Béke Zarándok Parkot, szülővárosában Egg Harbor City-ben, részben a néhai Semleges Víz Egészségügyi Üdülő Szanatórium területén.
2007 óta évente megrendezésre kerül a parkban és más helyszíneken Egg Harbor City-ben a Béke Zarándok Ünnepség szeptember 20 és 22 között.
2017-ben Béke Zarándokot beiktatták a New Jersey Hírességeinek Csarnokába.

## Díjak
- Béke Apátság Lélek Bátorsága Díj (1992)[14]